# Cord Borgentrik
Cord Borgentrik, auch Kort, Konrad, Conrad oder Borgentrick, Borgentryk (geboren vor 1457; gestorben nach 1501) war ein deutscher Bildschnitzer und Maler, der in Braunschweig aktiv war.

## Leben
Borgentrik wurde nach seinem Herkunftsort Borgentreich bei Hofgeismar benannt. Im Braunschweiger Schloss- oder Bürgerregister ist im Jahr 1457 ein Maler Cord Borgentrik erwähnt, der Ilsebe, die Witwe des Malers Kort vom Hagen, heiratete. Die Ehe wurde 1472 wieder geschieden. Da sich zu seinen Lebzeiten im Großraum Braunschweig mehrere Personen dieses nicht alltäglichen Namens aufhielten, ist die Beziehung zwischen diesen unbekannt, einige Autoren sehen in diesen ein und dieselbe Person, andere eher zwei unterschiedliche Künstler, möglicherweise Vater und Sohn. 1481 wir der Schöpfer mehrerer Altäre in Braunschweig im Schlossregister des Weichbildes Altstadt als „Cord Borgentrike“ mit einem Haus auf dem Damm erwähnt und steht 1482 im Neubürgerbuch der Altstadt. Für das Jahr 1486 ist er im Degedingebuch der Stadt Braunschweig als Schuldner verzeichnet. 1496 zog er in eine Mietwohnung am Kohlmarkt um und wohnte später wieder am Damm. Nach 1501 existieren im Schlossregister keine Einträge mehr, so dass er entweder verstorben oder fortgezogen war.

## Werke (Auswahl)

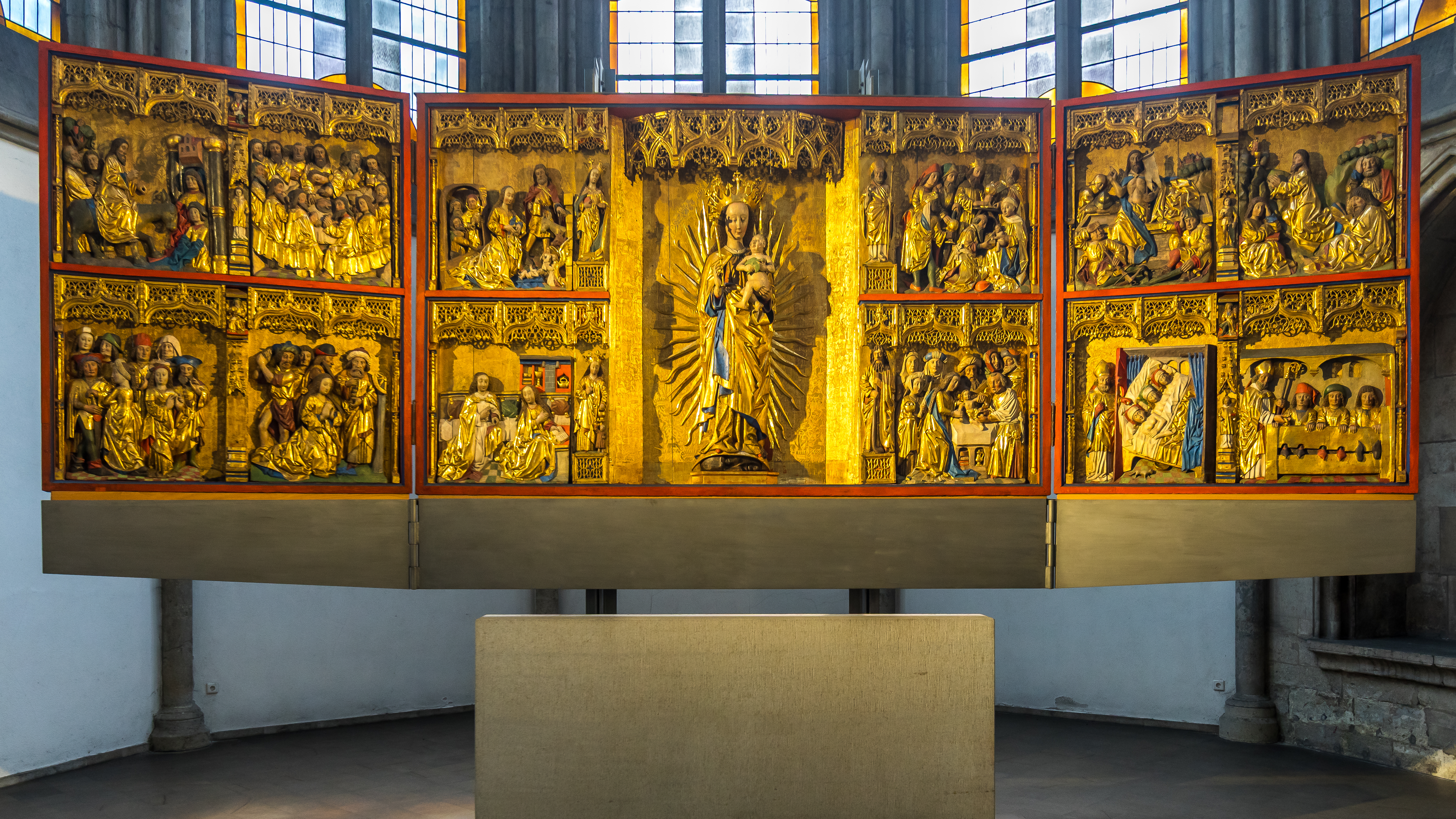
Flügelaltar, Minoritenkirche Köln

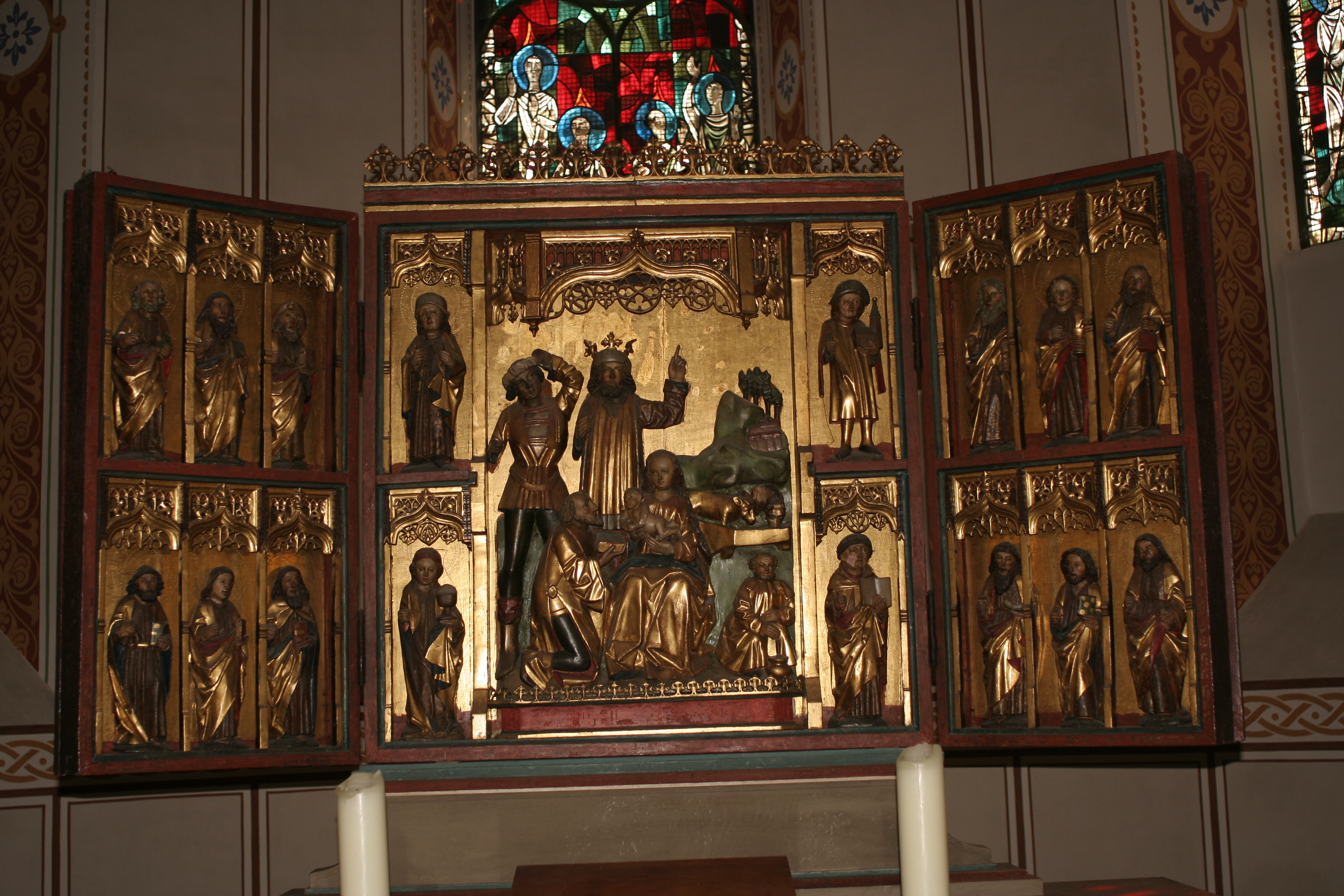
Flügelaltar Bad Gandersheim

- Altar für die evangelische Marienkirche in Schlewecke bei Bockenem, hergestellt um 1479 in Hildesheim, wie die Beschriftung verrät: Completum est opus illud in Hildensem per me Conradum Borgentrich sub Anno Domini m cccc lxx ix in vigilia anu(n)ctiac(i)o(n)is marie virginisa. (Vollendet ist dieses Werk in Hildesheim durch mich, Konrad Borgentrik im Jahr des Herrn 1479 am Tag vor dem Fest Mariae Verkündigung)[2]
- Ein Flügelaltar (Marienaltar), den er 1483 für Hemmerde bei Unna angefertigt hatte. Der Altar wurde 1868 von dem Bildhauer Bernhard Allard (1825–1897) erworben und restauriert. Anschließend verkaufte er ihn an den Fotofabrikanten Friedrich Voigtländer der ihn 1871 dem neu gegründeten Städtischen Museum von Braunschweig schenkte. Darauf befindet sich die Bezeichnung: Completum est opus illud in Brunswik per me Conradum Borgentryk 1483 in vigilia Laurencii (Komplettiert wurde dieses Werk in Braunschweig von mir, Conrad Borgentryk 1483,  am Tage vor Laurentius [9. August]).
- Ein ihm zugeschriebener und um 1485 für die Stadtkirche (Nikolaikirche) in Alfeld an der Leine hergestellter Altar, wurde 1889 für die Minoritenkirche in Köln erworben.[3]
- Ein Altar (ebenfalls zugeschrieben), der sich zuvor in der ehemaligen Sammlung Fenkner in Goslar befand, wurde nach Utrecht verkauft.[4]
- Altar der Stiftskirche in Bad Gandersheim[5]
- Spätgotischer Flügelaltar in der Kirche des Heiligen Nikolaus in Nordsteimke (zugeschrieben von Karl-Wilhelm von Wintzingerode-Knorr)[6][7]

Der Braunschweiger und der Kölner Altar weisen in der Art der figürlichen Darstellung eine weitgehende Übereinstimmung auf.